# Balocha pseudomaculifrons
Balocha pseudomaculifrons är en insektsart som beskrevs av Maldonado-capriles 1970. Balocha pseudomaculifrons ingår i släktet Balocha och familjen dvärgstritar. Inga underarter finns listade i Catalogue of Life.